# Stade Dudelange
Stade Dudelange was een Luxemburgse voetbalclub uit Dudelange. De club werd opgericht in 1908 onder de naam Gallia Dudelange; in 1912 volgde de herdoop tot Sparta Dudelange en in 1913 tot Stade Dudelange; in 1991 ging Stade samen met US Dudelange en Alliance Dudelange op in F91 Dudelange.

## Geschiedenis

### Vooroorlogse periode
De club schreef zich in voor het kampioenschap 1913/14, het vierde Luxemburgse kampioenschap maar trok zich uiteindelijk terug. Het volgende seizoen moest de club eerst een voorronde spelen tegen stadsgenoot US Dudelange en versloeg de club twee keer met 6-1. In de volgende ronde werd de club door Jeunesse d'Esch verslagen met 4-1. Het volgende seizoen werd de club laatste in de competitie en degradeerde. Stade keerde terug in 1919 en won de vicetitel na Fola Esch. Na enkele plaatsen in de middenmoot was de club in 1924/25 dicht bij een eerste titel en haalde evenveel punten als Spora Luxemburg maar moest uiteindelijk genoegen nemen met een tweede plaats. Het volgende seizoen degradeerde de club. Na één seizoen keerde de club terug en werd opnieuw tweede achter Spora. In de Beker van Luxemburg bereikte de club voor het eerst de finale en verloor na drie wedstrijden van Spora. In 1929 degradeerde de club voor de derde keer. Stade keerde voor één seizoen terug en verbleef dan enkele seizoenen in de tweede klasse. In 1936 werd de club tweede achter Progrès Niedercorn en promoveerde, daarbij bereikte de club opnieuw de bekerfinale maar verloor met 2-0 van Red Boys Differdange. Na een vierde en derde plaats kon de club zich in 1939 voor het eerst tot landskampioen kronen. Eén jaar eerder won de club ook de bekerfinale van The National Schifflange. In het kampioenenjaar werd ook de bekerfinale bereikt maar daarin moest de club zijn meerdere erkennen in US Dudelange. Ook in 1940 won de club de titel. Door de Tweede Wereldoorlog werd de competitie stilgelegd tot seizoen 1944/45. Luxemburg werd bezet door nazi-Duitsland en de clubs moesten hun naam verduitsen. Stade nam de naam FV Stadt Düdelingen aan en ging in de Gauliga Moselland spelen. De club werd meteen kampioen en plaatste zich voor de eindronde om de Duitse landstitel. De club verloor met 0-2 van FC Schalke 04. De volgende twee jaar werd de club derde en tweede.

### Naoorlogse periode
In het eerste naoorlogse seizoen werd de competitie in bekervorm gespeeld en won Stade voor de derde opeenvolgende keer de titel. Ook de volgende drie titels met grote voorsprong, twee keer op US Dudelange. De club domineerde de hele jaren veertig, enkel in 1949 kon Spora een titel bemachtigen, maar dat jaar won de club wel de troostprijs (beker) tegen Racing Rodange. Na enkele subtopplaatsen werd Stade opnieuw kampioen in 1955. In 1956 haalde Spora één punt meer, maar in 1957 trok de club opnieuw aan het langste eind. De volgende seizoenen moest de club van op de zijlijn toekijken en flirtte zelfs met de lagere middenmoot. In 1964 had de club een remonte en werd derde. De laatste landstitel behaalde Stade in 1965 en in 1968 degradeerde de club. De volgende jaren ging de club wat op en neer tussen eerste en tweede en pas in 1977 deed de club het nog eens goed met een vierde plaats, dit werd echter gevolgd door een nieuwe degradatie. In de jaren tachtig speelde de club nog enkele jaren in de middenmoot, maar in 1986 en 1987 volgden twee degradaties op rij en in 1989 kwam het absolute dieptepunt toen de voormalige landskampioen naar de vierde klasse zakte. Daar kwam een halt aan de slechte prestaties en de club promoveerde meteen terug. In 1991 fusioneerde de club met US Dudelange en Alliance Dudelange en werd zo F91 Dudelange. De fusieclub zou de glorie van weleer evenaren en domineert al enkele jaren de Luxemburgse competitie.

## Erelijst
Landskampioen
Winnaar (10): 1939, 1940, 1945, 1946, 1947, 1948, 1950, 1955, 1957, 1965
Tweede (6): 1920, 1923, 1925, 1928, 1956, 1960
Beker van Luxemburg
Winnaar (4): 1938, 1948, 1949, 1956
Finalist (8): 1928, 1936, 1939, 1940, 1947, 1957, 1958, 1960

## Stade Dudelange in Europa
#Q = #kwalificatieronde, T/U = Thuis/Uit, W = Wedstrijd, PUC = punten UEFA coëfficiënten .
Uitslagen vanuit gezichtspunt Stade Dudelange
| Seizoen | Competitie  | Ronde | Land                 | Club               | Totaalscore | 1e W    | 2e W     | PUC |
| ------- | ----------- | ----- | -------------------- | ------------------ | ----------- | ------- | -------- | --- |
| 1957/58 | Europacup I | Q     | Vlag van Joegoslavië | Rode Ster Belgrado | 1-14        | 0-5 (T) | 1-9 (U)  | 0.0 |
| 1965/66 | Europacup I | Q     | Vlag van Portugal    | SL Benfica         | 0-18        | 0-8 (T) | 0-10 (U) | 0.0 |

## Bekende spelers
- Ernest Brenner (1952-1971)
- Nicolas Kettel (1945-1960)
- Théo Stendebach (1958-1963)